# あらしお (潜水艦・初代)
あらしお（ローマ字：JS Arashio, SS-565）は、海上自衛隊の潜水艦。あさしお型潜水艦の4番艦。艦名は激しい潮の流れの意の荒潮から由来し、この名を受け継いだ日本の艦艇としては、旧日本海軍の朝潮型駆逐艦「荒潮」に続き2代目にあたる。

## 艦歴
「あらしお」は、第2次防衛力整備計画に基づく昭和41年度計画潜水艦8065号艦として、三菱重工業神戸造船所で1967年7月5日に起工され、1968年10月24日に進水、1969年7月25日に就役し、第1潜水隊群第2潜水隊に編入された。
1972年9月6日から11月24日までの間、ハワイ派遣訓練に参加
1985年3月27日、第1潜水隊群直轄艦となる。
1986年3月27日、除籍。

## ギャラリー

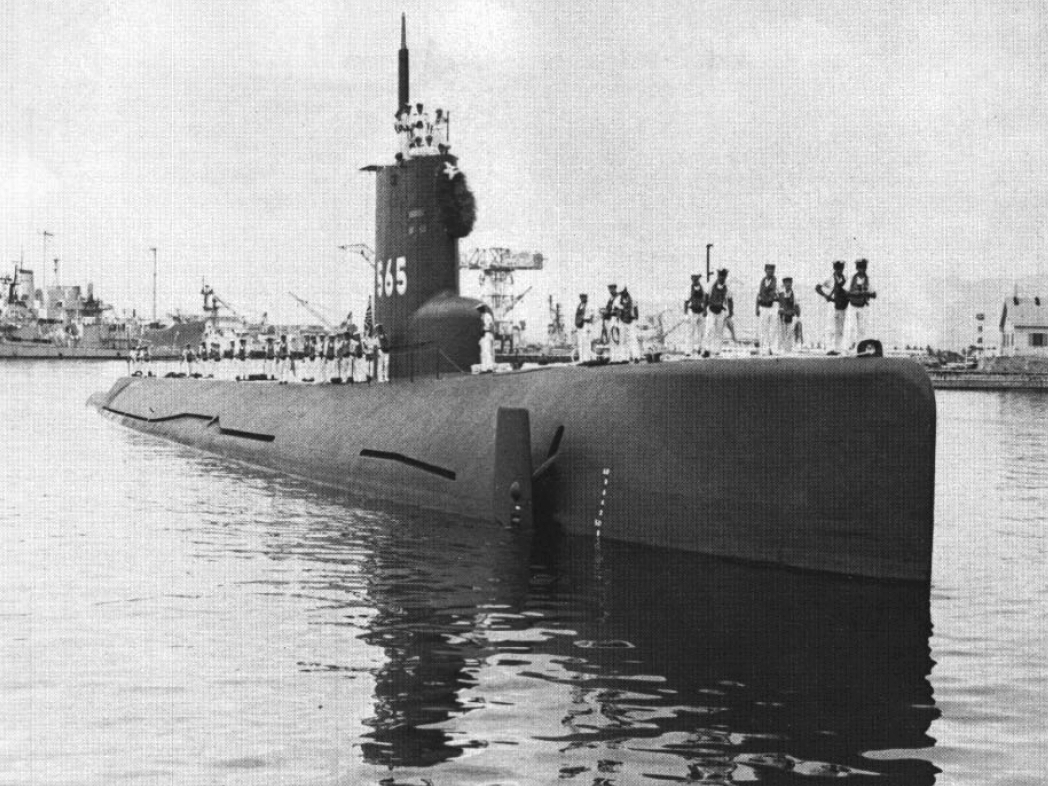
真珠湾における「あらしお」（1972年）